# Alfonso Parigi der Ältere
Alfonso Parigi der Ältere (* 23. Januar 1538 in Florenz; † 8. Oktober 1590 ebendort) war ein italienischer Architekt und Bühnenbildner.

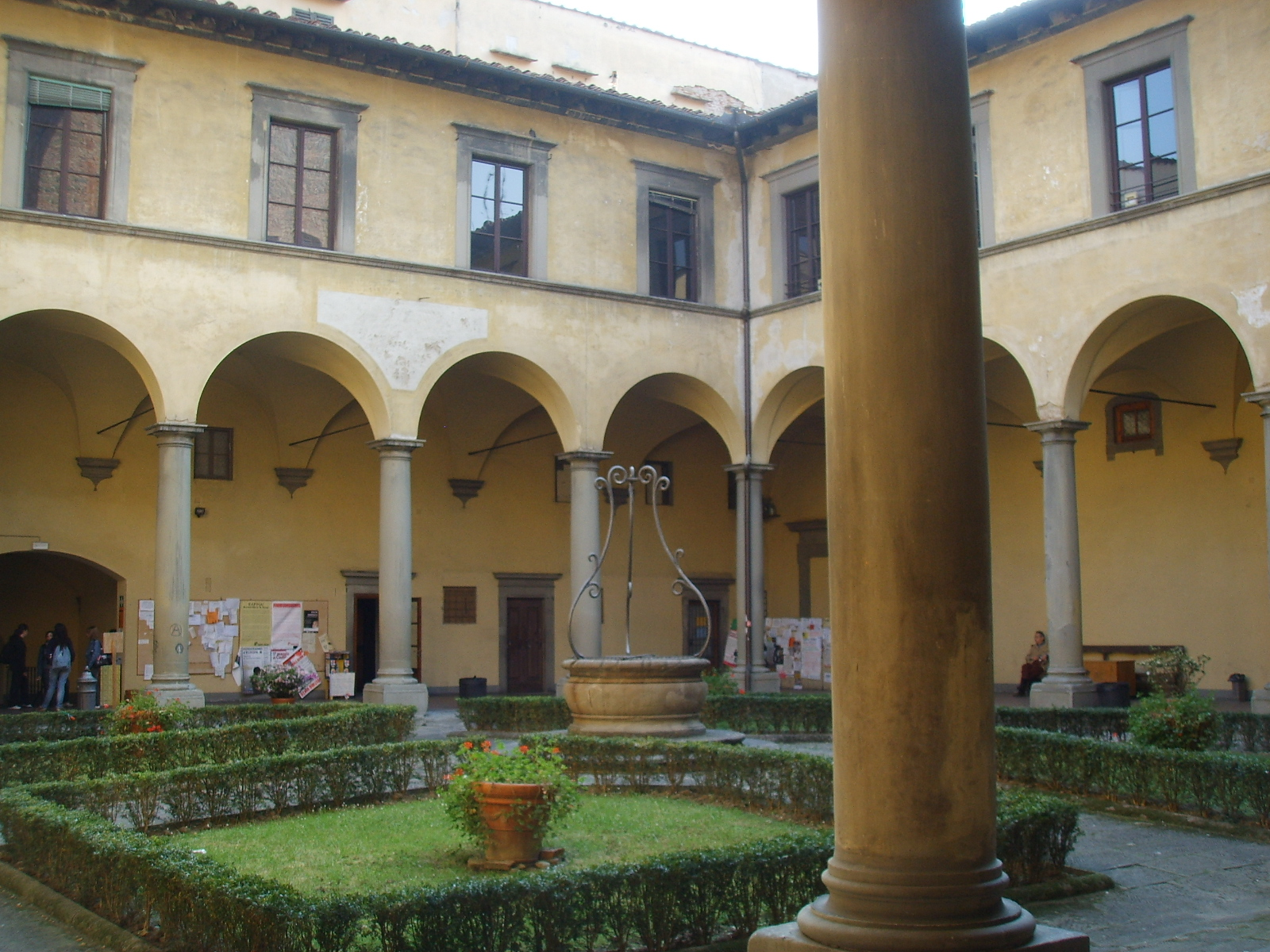
Kreuzgang der Santa Trinita

Er wird der Ältere genannt, um ihn von seinem Neffen Alfonso Parigi dem Jüngeren zu unterscheiden. Als Schüler von Bartolomeo Ammannati, mit dem er am Bau der Ponte Santa Trinita zusammenarbeitete, begann er für den Hof der Medici zu arbeiten: In der Villa Medici von Cerreto Guidi stammen die großen Zugangsrampen von ihm, und nach dem Tod von Buontalenti vollendete er die Uffizien und den Palazzo delle Logge in Carrara, der von Giorgio Vasari begonnen wurde.
Um 1575 realisierte der Architekt die Seitenkapellen der Basilika Santa Maria delle Carceri mit Altären im strengen gegenreformatorischen Geschmack. Von 1575 bis 1581 führte er Arbeiten an der Villa Medicea in Poggio a Caiano aus und 1584 errichtete er den Portikus der Wallfahrtskirche Madonna del Soccorso in Prato.
Er arbeitete auch am Palast der Arciconfraternita della Misericordia (1575–1578), an der Abtei von Vallombrosa und am Kreuzgang der Basilika Santa Trinita (ab 1584), wo er einige Entwürfe von Bernardo Buontalenti ausführte.
Weitere Arbeiten wurden von ihm im Palazzo Ramirez de Montalvo und im Palazzo Nasi in Florenz ausgeführt.
Er war der Vater des berühmten Architekten Giulio Parigi. Durch seine Zusammenarbeit mit berühmten Architekten, einer nicht ganz geklärten Quellenlage und seinem gleichnamigen Enkel ist sein Werk nicht gänzlich erforscht.